# Lokalne volitve v Sloveniji 2018
Lokalne volitve 2018 so bile volitve županov občin ter članov občinskih svetov, članov v svetih četrtnih, krajevnih in vaških skupnosti. Potekale so 18. novembra 2018. Volitve so potekale v vseh 212 slovenskih občinah. V 36 občinah je kandidiral le en kandidat za župana, od tega 35 dotedanjih županov. V 60 občinah sta kandidirala le dva kandidata za župana, kar pomeni, da je bilo pri njih znano vnaprej, da bo dovolj le en krog volitev. Drugi krog volitev za župana je potekal 2. decembra 2018.

## Izvoljeni župani
Mestne občine
|            |            |                |                |                |                   |                 |                 |              |                |              |
| Celje      | Koper      | Kranj          | Ljubljana      | Maribor        | Murska Sobota     | Nova Gorica     | Novo mesto      | Ptuj         | Slovenj Gradec | Velenje      |
| Bojan Šrot | Aleš Bržan | Matjaž Rakovec | Zoran Janković | Saša Arsenovič | Aleksander Jevšek | Klemen Miklavič | Gregor Macedoni | Nuška Gajšek | Tilen Klugler  | Bojan Kontič |

Občine
| Ajdovščina              | Apače                            | Ankaran                 | Beltinci           | Benedikt             | Bistrica ob Sotli         | Bled                 | Bloke                 | Bohinj                    |
| ----------------------- | -------------------------------- | ----------------------- | ------------------ | -------------------- | ------------------------- | -------------------- | --------------------- | ------------------------- |
| Tadej Beočanin          | Andrej Steyer                    | Gregor Strmčnik         | Marko Virag        | Milan Repič          | Franjo Debelak            | Janez Fajfar         | Jože Doles            | Jože Sodja                |
| Borovnica               | Bovec                            | Braslovče               | Brda               | Brezovica            | Brežice                   | Cankova              | Cerklje na Gorenjskem | Cerknica                  |
| Bojan Čebela            | Valter Mlekuž                    | Tomaž Žohar             | Franc Mužič        | Metod Ropret         | Ivan Molan                | Danilo Kacijan       | Franc Čebulj          | Marko Rupar               |
| Cerkno                  | Cerkvenjak                       | Cirkulane               | Črenšovci          | Črna na Koroškem     | Črnomelj                  | Destrnik             | Divača                | Dobje                     |
| Gašper Uršič            | Marjan Žmavc                     | Antonija Žumbar         | Vera Markoja       | Romana Lesjak        | Andrej Kavšek             | Franc Pukšič         | Alenka Štrucl Dovgan  | Franc Leskovšek           |
| Dobrepolje              | Dobrna                           | Dobrova - Polhov Gradec | Dobrovnik          | Dol pri Ljubljani    | Dolenjske Toplice         | Domžale              | Dornava               | Dravograd                 |
| Igor Ahačevič           | Martin Brecl                     | Franc Setnikar          | Marjan Kardinar    | Željko Savič         | Franc Vovk                | Toni Dragar          | Janko Verc            | Marijana Cigala           |
| Duplek                  | Gorenja vas - Poljane            | Gorišnica               | Gorje              | Gornja Radgona       | Gornji Grad               | Gornji Petrovci      | Grad                  | Grosuplje                 |
| Mitja Horvat            | Milan Čadež                      | Jožef Kokot             | Peter Torkar       | Stanislav Rojko      | Anton Špeh                | Franc Šlihthuber     | Cvetka Ficko          | Peter Verlič              |
| Hajdina                 | Hoče - Slivnica                  | Hodoš                   | Horjul             | Hrastnik             | Hrpelje - Kozina          | Idrija               | Ig                    | Ilirska Bistrica          |
| Stanislav Glažar        | Marko Soršak                     | Ludvik Orban            | Janko Prebil       | Marko Funkl          | Saša L. Svetelšek         | Tomaž Vencelj        | Janez Cimperman       | Emil Rojc                 |
| Ivančna Gorica          | Izola                            | Jesenice                | Jezersko           | Juršinci             | Kamnik                    | Kanal                | Kidričevo             | Kobarid                   |
| Dušan Strnad            | Danilo Markočič                  | Blaž Račič              | Andrej Karničar    | Alojzij Kaučič       | Matej Slapar              | Tina Gerbec          | Anton Leskovar        | Marko Matajurc            |
| Kobilje                 | Kočevje                          | Komen                   | Komenda            | Kostanjevica na Krki | Kostel                    | Kozje                | Kranjska Gora         | Križevci                  |
| Robert Ščap             | Vladimir Prebilič                | Erik Modec              | Stanislav Poglajen | Ladko Petretič       | Ivan Črnkovič             | Milena Krajnc        | Janez Hrovat          | Branko Belec              |
| Krško                   | Kungota                          | Kuzma                   | Laško              | Lenart               | Lendava                   | Litija               | Ljubno                | Ljutomer                  |
| Miran Stanko            | Tamara Šnofl                     | Jožef Škalič            | Franc Zdolšek      | Janez Kramberger     | Janez Magyar              | Franc Rokavec        | Franjo Naraločnik     | Olga Karba                |
| Logatec                 | Log - Dragomer                   | Loška dolina            | Loški Potok        | Lovrenc na Pohorju   | Luče                      | Lukovica             | Majšperk              | Makole                    |
| Berto Menard            | Miran Stanovnik                  | Janez Komidar           | Ivan Benčina       | Marko Rakovnik       | Ciril Rosc                | Olga Vrankar         | Darinka Fakin         | Franc Majcen              |
| Markovci                | Medvode                          | Mengeš                  | Metlika            | Mežica               | Miklavž na Dravskem polju | Miren - Kostanjevica | Mirna                 | Mirna Peč                 |
| Milan Gabrovec          | Nejc Smole                       | Franc Jerič             | Darko Zevnik       | Dušan Krebel         | Egon Repnik               | Mauricij Humar       | Dušan Skerbiš         | Andrej Kastelic           |
| Mislinja                | Mokronog - Trebelno              | Moravče                 | Moravske Toplice   | Mozirje              | Muta                      | Naklo                | Nazarje               | Odranci                   |
| Bojan Borovnik          | Anton Maver                      | Milan Balažic           | Alojz Glavač       | Ivan Suhoveršnik     | Miroslav Vošner           | Ivan Meglič          | Matej Pečovnik        | Ivan Markojažu            |
| Oplotnica               | Ormož                            | Osilnica                | Pesnica            | Piran                | Pivka                     | Podčetrtek           | Podlehnik             | Podvelka                  |
| Matjaž Orter            | Daniel Vrbnjak                   | Alenka Kovač            | Gregor Žmak        | Đenio Zadković       | Robert Smrdelj            | Peter Misja          | Sebastian Toplak      | Anton Kovše               |
| Poljčane                | Polzela                          | Postojna                | Prebold            | Preddvor             | Prevalje                  | Puconci              | Rače - Fram           | Radeče                    |
| Stanislav Kovačič       | Jože Kužnik                      | Igor Marentič           | Vinko Debelak      | Rok Roblek           | Matija Tasič              | Ludvik Novak         | Branko Ledinek        | Tomaž Režun               |
| Radenci                 | Radlje ob Dravi                  | Radovljica              | Ravne na Koroškem  | Razkrižje            | Rečica ob Savinji         | Renče - Vogrsko      | Ribnica               | Občina Ribnica na Pohorju |
| Roman Leljak            | Alan Bukovnik                    | Ciril Globočnik         | Tomaž Rožen        | Stanko Ivanušič      | Ana Rebernik              | Tarik Žigon          | Samo Pogorelc         | Srečko Geč                |
| Rogaška Slatina         | Rogašovci                        | Rogatec                 | Ruše               | Selnica ob Dravi     | Semič                     | Sevnica              | Sežana                | Slovenska Bistrica        |
| Branko Kidrič           | Edvard Mihalič                   | Martin Mikolič          | Urška Repolusk     | Vlasta Krmelj        | Polona Kambič             | Srečko Ocvirk        | David Škabar          | Ivan Žagar                |
| Slovenske Konjice       | Sodražica                        | Solčava                 | Središče ob Dravi  | Starše               | Straža                    | Sveta Trojica        | Sveta Ana             | Sveti Andraž              |
| Darko Ratajc            | Blaž Milavec                     | Katarina Prelesnik      | Jurij Borko        | Bojan Kirbiš         | Dušan Krštinc             | David Klobasa        | Silvo Slaček          | Darja Vudler              |
| Sveti Jurij ob Ščavnici | Sveti Jurij v Slovenskih goricah | Sveti Tomaž             | Šalovci            | Šempeter - Vrtojba   | Šenčur                    | Šentilj              | Šentjernej            | Šentjur                   |
| Anton Slana             | Peter Škrlec                     | Mirko Cvetko            | Iztok Fartek       | Milan Turk           | Ciril Kozjek              | Štefan Žvab          | Radko Luzar           | Marko Diaci               |
| Šentrupert              | Škocjan                          | Škofja Loka             | Škofljica          | Šmarje pri Jelšah    | Šmarješke Toplice         | Šmartno ob Paki      | Šmartno pri Litiji    | Šoštanj                   |
| Andrej Martin Kostelec  | Jože Kapler                      | Tine Radinja            | Ivan Jordan        | Matija Čakš          | Marjan Hribar             | Janko Kopušar        | Rajko Meserko         | Darko Menih               |
| Štore                   | Tabor                            | Tišina                  | Tolmin             | Trbovlje             | Trebnje                   | Trnovska vas         | Trzin                 | Tržič                     |
| Miran Jurkošek          | Marko Semprimožnik               | Franc Horvat            | Uroš Brežan        | Jasna Gabrič         | Alojzij Kastelic          | Alojz Benko          | Peter Ložar           | Borut Sajovic             |
| Turnišče                | Velika Polana                    | Velike Lašče            | Veržej             | Videm                | Vipava                    | Vitanje              | Vodice                | Vojnik                    |
| Borut Horvat            | Damijan Jaklin                   | Tadej Malovrh           | Slavko Petovar     | Branko Marinič       | Goran Kodelja             | Slavko Vetrih        | Aco Franc Šuštar      | Branko Petre              |
| Vransko                 | Vrhnika                          | Vuzenica                | Zagorje ob Savi    | Zavrč                | Zreče                     | Žalec                | Železniki             | Žetale                    |
| Franc Sušnik            | Daniel Cukjati                   | Franjo Golob            | Matjaž Švagan      | Slavko Pravdič       | Boris Podvršnik           | Janko Kos            | Anton Luznar          | Anton Butolen             |
| Žiri                    | Žirovnica                        | Žužemberk               |                    |                      |                           |                      |                       |                           |
| Janez Žakelj            | Leopold Pogačar                  | Jože Papež              |                    |                      |                           |                      |                       |                           |

## Mestne občine

### Ljubljana
| Uvrstitev | Kandidati       | Predlagatelj                   | Odstotek glasov |
| --------- | --------------- | ------------------------------ | --------------- |
| 1.        | Zoran Janković  | Jože Mermal s skupino volivcev | 60,45 %         |
| 2.        | Anže Logar      | SDS                            | 29,50 %         |
| 3.        | Milan Jakopovič | Levica                         | 3,92 %          |
| 4.        | Dragan Matić    | SMC                            | 1,57 %          |
| 5.        | Tomaž Ogrin     | Zeleni Slovenije               | 1,47 %          |
| 6.        | Marko Koprivc   | SD                             | 1,19 %          |
| 7.        | Smiljan Mekicar | Dobra država                   | 1,08 %          |
| 8.        | Mihael Rihar    | Naprej Slovenija               | 0,30 %          |
| 9.        | Matjaž Bidovec  | SPS                            | 0,28 %          |
| 10.       | Jožef Jarh      | SED                            | 0,24 %          |

### Maribor
| Uvrstitev | Kandidati            | Predlagatelj                         | Odstotek glasov |
| --------- | -------------------- | ------------------------------------ | --------------- |
| 1.        | Saša Arsenovič       | SMC                                  | 38,16 %         |
| 2.        | Franc Kangler        | NLS                                  | 31,37 %         |
| 3.        | Andrej Fištravec     | Matjaž Mulej in skupina volvcev      | 8,57 %          |
| 4.        | Lidija Divjak Mirnik | Andrej Mirnik in skupina volivcev    | 5,47 %          |
| 5.        | Alenka Iskra         | SD                                   | 2,51 %          |
| 6.        | Melita Petelin       | Božidar Kastelic in skupina volivcev | 2,38 %          |
| 7.        | Zdravko Luketič      | NSi                                  | 1,54 %          |
| 8.        | Josip Rotar          | Lista kolesarjev in pešcev           | 1,52 %          |
| 9.        | Uroš Prikl           | DeSUS                                | 1,50 %          |
| 10.       | Vladimir Šega        | Levica                               | 1,50 %          |
| 11.       | Andrej Šiško         | ZSi                                  | 1,44 %          |
| 12.       | Matic Matjašič       | Lista mladih. Povezujemo             | 1,16 %          |
| 13.       | Aleksander Kamenik   | SAK                                  | 0,75 %          |
| 14.       | Igor Jurišič         | SMS                                  | 0,67 %          |
| 15.       | Igor Domanjko        | Lista novinarja Bojana Požarja       | 0,66 %          |
| 16.       | Rok Zalar            | Zeleni Slovenije                     | 0,45 %          |
| 17.       | Borut Ambrožič       | SMSR                                 | 0,18 %          |
| 18.       | Zdenko Vinkov        | SSN                                  | 0,15 %          |

### Celje
| Uvrstitev | Kandidati       | Predlagatelj    | Odstotek glasov |
| --------- | --------------- | --------------- | --------------- |
| 1.        | Bojan Šrot      | CŽL             | 56,42 %         |
| 2.        | Sandi Sendelbah | Za odprto Celje | 18,16 %         |
| 3.        | Marko Zidanšek  | SLS             | 6,28 %          |
| 4.        | Matjaž Železnik | SDS             | 6,27 %          |
| 5.        | Matevž Vuga     | SMC             | 5,41 %          |
| 6.        | Mateja Žvižej   | Levica          | 4,02 %          |
| 7.        | Branko Verdev   | SD              | 3,44 %          |

### Kranj
| Uvrstitev | Kandidati        | Predlagatelj                       | Odstotek glasov |
| --------- | ---------------- | ---------------------------------- | --------------- |
| 1.        | Matjaž Rakovec   | SD                                 | 30,85 %         |
| 2.        | Zoran Stevanović | Robert Kranjec in skupina volivcev | 20,47 %         |
| 3.        | Iztok Purič      | SAB in Več za Kranj                | 18,32 %         |
| 4.        | Ivo Bajec        | SDS                                | 17,80 %         |
| 5.        | Robert Nograšek  | LMŠ                                | 4,95 %          |
| 6.        | Barbara Gunčar   | SLRP                               | 4,81 %          |
| 7.        | Primož Terplan   | SMC                                | 2,09 %          |
| 8.        | Bogomir Šubelj   | SNS                                | 0,72 %          |

### Koper
| Uvrstitev | Kandidati           | Predlagatelj                           | Odstotek glasov |
| --------- | ------------------- | -------------------------------------- | --------------- |
| 1.        | Boris Popovič       | Koper je naš                           | 44,58 %         |
| 2.        | Aleš Bržan          | Lista Aleša Bržana                     | 30,44 %         |
| 3.        | Gašpar Gašpar Mišič | Gašpar Gašpar Mišič in skupina volvcev | 6,95 %          |
| 4.        | Olga Franca         | Barbara Vednik in skupina volivcev     | 5,40 %          |
| 5.        | Valter Krmac        | Oljka                                  | 5,01 %          |
| 6.        | Alan Medveš         | Levica                                 | 1,57 %          |
| 7.        | Silvano Radin       | SDS                                    | 1,34 %          |
| 8.        | Marijan Križman     | SD                                     | 1,21 %          |
| 9.        | Viktor Markežič     | SMC                                    | 0,86 %          |
| 10.       | Nevio Miklavčič     | SLS                                    | 0,83 %          |
| 11.       | Marko Brecelj       | Akacije                                | 0,77 %          |
| 12.       | Danijel Sertič      | NSi                                    | 0,60 %          |
| 13.       | Zlatko Gombar       | Dobra država                           | 0,43 %          |

### Novo mesto
| Uvrstitev | Kandidati       | Predlagatelj                        | Odstotek glasov |
| --------- | --------------- | ----------------------------------- | --------------- |
| 1.        | Gregor Macedoni | Boštjan Grobler in skupina volivcev | 65,22 %         |
| 2.        | Jože Kobe       | GAS                                 | 14,57 %         |
| 3.        | Alenka Muhič    | Zveza za Dolenjsko                  | 13,60 %         |
| 4.        | Rok Mežnar      | Dobra država                        | 6,62 %          |

### Nova Gorica
| Uvrstitev | Kandidati           | Predlagatelj                        | Odstotek glasov |
| --------- | ------------------- | ----------------------------------- | --------------- |
| 1.        | Matej Arčon         | Branko Marušič in skupina volivcev  | 37,35 %         |
| 2.        | Klemen Miklavič     | Luka Manojlović in skupina volivcev | 25,38 %         |
| 3.        | Sebastjan Komel     | SD                                  | 16,90 %         |
| 4.        | Elena Zavadlav Ušaj | SDS                                 | 12,56 %         |
| 5.        | Anton Harej         | NSi                                 | 4,07 %          |
| 6.        | Miran Müllner       | ZZP                                 | 3,74 %          |

### Slovenj Gradec
| Uvrstitev | Kandidati      | Predlagatelj                         | Odstotek glasov |
| --------- | -------------- | ------------------------------------ | --------------- |
| 1.        | Tilen Klugler  | Metka Černjak in skupina volivcev    | 47,70 %         |
| 2.        | Andrej Čas     | Boštjan Rigelnik in skupina volivcev | 33,70 %         |
| 3.        | Andrej Breznik | Tadeja Brajnik in skupina volivcev   | 15,44 %         |
| 4.        | Darko Hlupič   | SNS                                  | 3,16 %          |

### Velenje
| Uvrstitev | Kandidati      | Predlagatelj | Odstotek glasov |
| --------- | -------------- | ------------ | --------------- |
| 1.        | Bojan Kontič   | SD           | 59,60 %         |
| 2.        | Suzana Kavaš   | SDS          | 15,51 %         |
| 3.        | Matej Jenko    | Dobra država | 8,23 %          |
| 4.        | Breda Kolar    | SMC          | 7,24 %          |
| 5.        | Mihael Letonje | SLS          | 5,76 %          |
| 6.        | Jože Hribar    | Naše Velenje | 3,67 %          |

### Ptuj
| Uvrstitev | Kandidati       | Predlagatelj                       | Odstotek glasov |
| --------- | --------------- | ---------------------------------- | --------------- |
| 1.        | Nuška Gajšek    | SD                                 | 28,10 %         |
| 2.        | Štefan Čelan    | Iztok Uhan in skupina volivcev     | 24,64 %         |
| 3.        | Andrej Čuš      | Andrej Čuš in skupina volivcev     | 22,90 %         |
| 4.        | Rajko Fajt      | SDS                                | 10,27 %         |
| 5.        | Gorazd Orešek   | Miran Senčar in skupina volivcev   | 5,89 %          |
| 6.        | Igor Majnik     | Dušan Gabrovec in skupina volivcev | 2,48 %          |
| 7.        | Janez Rožmarin  | NSi                                | 2,32 %          |
| 8.        | Dejan Dokl      | SMC                                | 1,82 %          |
| 9.        | Robert Križanič | SMS                                | 1,58 %          |

### Murska Sobota
| Uvrstitev | Kandidati         | Predlagatelj | Odstotek glasov |
| --------- | ----------------- | ------------ | --------------- |
| 1.        | Aleksander Jevšek | SD           | 73,95 %         |
| 2.        | Bojan Petrijan    | SDS          | 26,05 %         |

## Prvi krog
Prvega kroga lokalnih volitev se je udeležilo 870.649 od skupno 1.701.284 volivcev (51,18 %). Najvišja volilna udeležba je bila v občini Solčava (84,23 %), najnižja pa v občini Vojnik (35,49 %). Udeležba je bila v primerjavi s predhodnimi lokalnimi volitvami 2014 (45,22 %) višja.
V prvem krogu je župane dobilo 156 občin, med drugim Ljubljana (Zoran Janković, 60,45 %), Celje (Bojan Šrot, 56,42 %) in Novo mesto (Gregor Macedoni, 65,22 %).

## Drugi krog
Drugi krog volitev za župana, potreben v preostalih 56 občinah, je potekal 2. decembra 2018. Volilna udeležbe je bila 48,94-odstotna, v primerjavi s predhodnimi volitvami (43,62 %) prav tako višja.
Drugi krog je zaznamoval zelo tesen izid v mestni občini Koper, kjer je o županu dokončno odločilo šele glasovanje po pošti, katerega glasovnice so bile preštete dan po volitvah. Po neuradnih izidih je zmagal Aleš Bržan, ki je za 7 glasov prehitel dolgoletnega župana Borisa Popoviča. V občini Šmarješke toplice sta bila kandidata po prvotnem štetju izenačena, kar je pomenilo, da bi prvič v zgodovini samostojne Slovenije o županu odločal žreb, vendar se je po pritožbi obeh kandidatov in ponovni presoji razlika povečala na dva glasova.